# About:Kate
About:Kate ist eine crossmediale, deutsch-französische Dramedy-Fernsehserie, die den Bewusstseinsstrom seiner weiblichen Hauptfigur Kate Harff, gespielt von Natalia Belitski, in den Mittelpunkt stellt. Das 14-teilige Format entstand unter der Regie von Janna Nandzik, die auch die Drehbücher verfasste. Die Erstausstrahlung erfolgte ab dem 27. April 2013 auf dem deutsch-französischen Fernsehsender Arte. Zuschauer konnten die Serie mit eingesendetem User-generated content selbst mitgestalten, indem sie z. B. Filme zu jeweils am Ende der vorherigen Folge vorgegebenen Themen drehten und hochluden. Diese wurden dann neben den Clips von Videokünstlern der ARTE-Creative-Plattform in die Folgen integriert. Zeitweise war es möglich, dass der Zuschauer mit den fiktiven Figuren der Serie auf Facebook befreunden und ihre Aktivitäten dort mitverfolgen konnte.

## Handlung
About:Kate stellt die Gedankenwelt und den Gefühlshaushalt einer Frau Ende zwanzig in den Mittelpunkt seiner unkonventionellen Erzählung. Statt zu einer Party zu gehen, weist sich Kate Harff zum Jahreswechsel in eine Berliner Nervenklinik ein. Der Zuschauer wird Teil ihres Bewusstseinsstroms und ihrer Suche nach sich selbst. Zu Gast in ihrem Kopf surft er durch eine assoziative Patchworkdecke aus Gedanken, Fernsehbildern, Erinnerungsschnipseln und Internet-Benutzeroberflächen. Die Grenzen zwischen realem Austausch, virtuellen Begegnungen, Gesprächstherapie und Ich-Recherche im Internet verschwimmen. So sollte der Einfluss moderner Technologien auf unsere Identitätsfindung und unsere Seh- und Denkgewohnheiten untersucht werden. Kate ist sich ihrer eigenen Identität nicht mehr sicher. Seit einer Trunkenheitsfahrt ist das Schicksal ihres Bruders ungewiss. Zudem hat sie gerade eine Trennung hinter sich. Zu Beginn betrachtet Kate grübelnd ihr eigenes Facebook-Profil und das ihres Ex-Freundes. Sie löscht daraufhin ihre komplette Freundesliste, nachdem sie zu glauben scheint, dass sie eigentlich keine Freunde habe. Es folgen mehrere Therapiesitzungen mit ihrer Psychologin Dr. Luise Desmarin. Kate empfindet Pflichten wie beispielsweise Küchendienst oder Korbflechten als lästig. Auch andere Personen wie beispielsweise den Pfleger Ingo Neumann und Mitinsassin Erika empfindet sie als nervig. Nach wenigen Tagen wird Kate ins Büro des Klinikleiters zitiert und für ihre Eskapaden zur Rede gestellt. Es folgen Rückblenden, in denen häufig ihre Erzfeindin Anne Vogel oder ihr Exfreund Victor auftaucht, mit dem sie einen Urlaub in Paris verbrachte. In Gedanken kehrt sie zudem immer wieder zu ihrem kindlichen Ich zurück. Nach einem Besuch ihres Bruders beschließt Kate, die Klinik zu verlassen. Es bleibt offen, ob der gesamte Aufenthalt in der Klinik real war oder was lediglich in ihren Vorstellungen stattfand.

## Sonstiges
Die Rolle des „Von Zesen“, dargestellt von Wilfried Hochholdinger, ist eine der Hauptfiguren der Miniserie DIE SNOBS – Sie können auch ohne Dich.

## Episodenliste
| Nr. | Originaltitel         | Erstausstrahlung | Regie         | Drehbuch      | französischer Titel                       |
| --- | --------------------- | ---------------- | ------------- | ------------- | ----------------------------------------- |
| 1   | Frohes Neues!         | 27. Apr. 2013    | Janna Nandzik | Janna Nandzik | Bonne Année!                              |
| 2   | Tot oder lebendig     | 4. Mai 2013      | Janna Nandzik | Janna Nandzik | Jamais tranquille                         |
| 3   | Paranoia!             | 11. Mai 2013     | Janna Nandzik | Janna Nandzik | Paranoïa!                                 |
| 4   | Ein bißchen Scheiße   | 18. Mai 2013     | Janna Nandzik | Janna Nandzik | C'est la merde                            |
| 5   | Nicht im Traum        | 25. Mai 2013     | Janna Nandzik | Janna Nandzik | Meme pas en reve                          |
| 6   | Das Tribunal          | 1. Juni 2013     | Janna Nandzik | Janna Nandzik | Bande de traitres                         |
| 7   | Verwechslungen        | 8. Juni 2013     | Janna Nandzik | Janna Nandzik | Confusions                                |
| 8   | Comeback              | 15. Juni 2013    | Janna Nandzik | Janna Nandzik | Comeback                                  |
| 9   | Zurück zu den Wurzeln | 22. Juni 2013    | Janna Nandzik | Janna Nandzik | Coleres en eruption                       |
| 10  | Striptease            | 29. Juni 2013    | Janna Nandzik | Janna Nandzik | Striptease                                |
| 11  | Double Trouble        | 6. Juli 2013     | Janna Nandzik | Janna Nandzik | Double Trouble                            |
| 12  | Mama Ex Machina       | 12. Juli 2013    | Janna Nandzik | Janna Nandzik | Un plat qui se mange froid                |
| 13  | Die dunkle Seite      | 20. Juli 2013    | Janna Nandzik | Janna Nandzik | L'accident                                |
| 14  | Das Feuerwerk         | 27. Juli 2013    | Janna Nandzik | Janna Nandzik | Mais qu'est-ce que vous voulez a la fin!? |

## Auszeichnungen und Nominierungen
- 2013: Festival Tous Écrans, Geneva International Film Festival, Youth Jury Award For Best Multimedia Interactive Film
- 2014: Crossmediapreis der Bremischen Landesmedienanstalt (Brema) und Radio Bremen für About:Kate/Arte
- 2014: Grimme-Preis, Nominierung für Janna Nandzik für Konzept und Umsetzung des interaktiven, multimedialen Projekts About:Kate in der Kategorie Wettbewerb Fiktion/Spezial

### Zeitungsartikel
- S. Borufka: Social-Media-Kollaps im TV-Experiment „About:Kate“. Die Welt, 8. April 2013, abgerufen am 4. Mai 2014.
- H. Pilarczyk: Crossmedia-Serie „About: Kate“: Hilfe, ich habe ’nen Netzabsturz. Spiegel Online, 27. April 2013, abgerufen am 12. Mai 2013.
- N. Fargahi: «About:Kate» bei Arte: Digitaler Irrsinn. Neue Zürcher Zeitung, 10. Mai 2013, abgerufen am 4. Mai 2014.